# Планинарски дом Медицинар
Планинарски дом Медицинар се налази на Фрушкој гори, на Поповици (Сремска Каменица), поред домова Црвени Чот и Железничар.
Налази се на претпоследњој станици аутобуса Нови Сад—Поповица (бр.74). Домом управља ПСД „Медицинар” из Новог Сада. Дом је приземна зидана зграда са ходником, трпезаријом и три собе. Има електричну струју, водом се снабдева из цистерне, а зими се греје помоћу пећи.
Прекопута дома је ливада на којој је стартно место Фрушкогорског маратона.